# Baung Rejo Jaya
Baung Rejo Jaya is een bestuurslaag in het regentschap Indragiri Hilir van de provincie Riau, Indonesië. Baung Rejo Jaya telt 982 inwoners (volkstelling 2010).